# 宮内敏雄
宮内 敏雄（みやうち としお） は、日本の機械工学者。熱工学専攻。東京工業大学名誉教授。元流体力学会会長。

## 人物・経歴
1971年東京工業大学工学部機械工学科卒業。1973年東京工業大学大学院理工学研究科機械工学専攻修士課程修了、東京工業大学工学部助手。1981年東京工業大学より工学博士の学位を取得、東京工業大学工学部助教授。1991年スタンフォード大学客員准教授。1992年東京工業大学工学部教授。2000年東京工業大学大学院理工学研究科教授、日本機械学会計算力学部門長。2005年日本伝熱学会副会長。2008年日本機械学会熱工学部門長。2009年日本流体力学会会長。2013年定年退職、東京工業大学名誉教授、明治大学研究・知財戦略機構特任教授。第21期日本学術会議連携会員。熱工学専攻。大学退職後、地域の子育て支援活動に従事し、大日向雅美が代表理事を務めるNPO法人あい・ぽーとステーション子育て・まちづくり支援プロデューサーとして子育てひろばあい・ぽーと麹町副施設長も務めた。指導学生に更田豊志など。